# My Aim Is True
Albums de Elvis Costello
This Year's Model
(1978)
My Aim Is True est le premier album d'Elvis Costello.
L'album a été enregistré à Pathway Studios, Islington, Londres au cours de l'année 1976, pendant des sessions conduites tard dans la nuit, en un total de vingt-quatre heures. C'était le premier de cinq albums studio produits par Nick Lowe.
La couverture présente des rangées de petits carrés noirs et blancs (entourant la photo de Costello) sur lesquels est écrit "Elvis Is King". La pose de Costello sur la couverture deviendra un look emblématique pour lui, avec les lunettes de Buddy Holly et les genoux recourbés vers l'intérieur. Il tenait une pose similaire au dos de la couverture d'origine.

## Musiciens
En raison de difficultés contractuelles, les musiciens accompagnant Costello sur l'enregistrement ne furent pas crédités à la sortie de l'album. Ils étaient notamment composés, parfois sous l'étiquette "The Shamrocks" dans certains documents promotionnels, des membres du groupe Clover (en), sauf de ses deux chanteurs Alex Call et Huey Lewis ("Huey Louis" à cette époque, également harmoniciste, et qui devait plus tard atteindre la célébrité avec les News en prenant en grande partie la suite de Clover).
Le 8 novembre 2007, Costello a rejoint les membres de Clover qui avaient participé à l'enregistrement de l'album pour jouer les chansons de My Aim Is True pour la première fois en public au Great American Music Hall de San Francisco. L'argent de l'évènement a bénéficié au Richard de Lone Special Housing Fund, qui récoltait des fonds pour assister les gens atteint du Syndrome de Prader-Willi.

## Historique
Costello jouait dans des pubs et des clubs de Liverpool et Londres depuis 1970 et avait créé quelques démos, mais ne parvenait pas à décrocher un contrat d'enregistrement. Quand Stiff Records fut fondé en 1976, Costello y proposa ses démos et rencontra un certain intérêt pour son travail, mais Stiff voulait faire de lui un compositeur pour Dave Edmunds. Edmunds, cependant, n'était pas tellement d'accord avec cette idée, et la compagnie demanda donc à Costello et Clover de réenregistrer certaines de ses chansons, avec Lowe à la production, pour essayer de le persuader de changer d'avis. Cependant les enregistrements étaient assez bons en eux-mêmes pour que Stiff abandonne cette idée.
Le label suggèra ensuite qu'il partage son premier album avec Wreckless Eric, mais Costello avait écrit assez de chansons, principalement écrites tard chez lui pour ne pas réveiller sa femme et son fils, ou dans le Métro tandis qu'il se rendait au travail, pour avoir un album uniquement à son nom. Costello se fit porter pâle à son travail habituel (employé de bureau) afin de répéter et d'enregistrer l'album avec les membres de Clover, qui fut terminé en six séances de quatre heures pour un budget d'environ £1000.
Costello continua son travail habituel tandis que les deux premiers singles, "Less Than Zero" et "Alison", sortirent avant l'album sans grand succès. Finalement, le label décida de publier l'album à l'été 1977, et on lui demanda alors de renoncer à son travail pour devenir un musicien professionnel. Stiff Records s'aligna sur son salaire au bureau et lui offrit une avance de £150, un ampli et un magnétophone. Trois semaines après la sortie de l'album, Costello faisait la couverture d'un journal musical. Le chanteur décrivit la situation comme un "succès venu du jour au lendemain après sept ans".
La chanson "Watching The Detectives" est la chanson thème de la série History Detectives sur PBS.

## Réception
En 2003, la chaîne de télévision VH1 nomma My Aim Is True quatre-vingtième meilleur album de tous les temps. La même année, Rolling Stone le plaça à la cent-vingt-huitième place de sa liste des 500 Meilleurs Albums de tous les temps.

## Liste des pistes

### Album d'origine
| No  | Titre                                | Durée |
| --- | ------------------------------------ | ----- |
| 1.  | Welcome to the Working Week          | 1:22  |
| 2.  | Miracle Man                          | 3:31  |
| 3.  | No Dancing                           | 2:39  |
| 4.  | Blame It on Cain                     | 2:49  |
| 5.  | Alison                               | 3:21  |
| 6.  | Sneaky Feelings                      | 2:09  |
| 7.  | (The Angels Wanna Wear My) Red Shoes | 2:47  |
| 8.  | Less Than Zero                       | 3:15  |
| 9.  | Mystery Dance                        | 1:38  |
| 10. | Pay It Back                          | 2:33  |
| 11. | I'm Not Angry                        | 2:57  |
| 12. | Waiting for the End of the World     | 3:22  |

- "Watching The Detectives", qui sortit en single au Royaume-Uni en octobre 1977, n'était pas sur la version anglaise de l'album, mais fut ajouté sur la version américaine à la fin de la face A (après "Sneaky Feelings").

### Pistes supplémentaires (réédition Rykodisc de 1993)
| No  | Titre                                | Durée |
| --- | ------------------------------------ | ----- |
| 13. | Watching The Detectives              | 3:45  |
| 14. | Radio Sweetheart                     | 2:25  |
| 15. | Stranger in the House                | 3:01  |
| 16. | Imagination (Is a Powerful Deceiver) | 3:38  |
| 17. | Mystery Dance (Demo)                 | 2:13  |
| 18. | Cheap Reward (Demo)                  | 2:15  |
| 19. | Jump Up (Demo)                       | 2:06  |
| 20. | Wave a White Flag (Demo)             | 1:53  |
| 21. | Blame It on Cain (Demo)              | 3:30  |
| 22. | Poison Moon (Demo)                   | 1:53  |

- Cette réédition place "Watching The Detectives" à la suite de "Waiting for the End of the World", séparées par cinq secondes de silence. Toutes les pistes, y compris les pistes bonus sont sur un seul CD.

### Pistes supplémentaires (réédition Rhino Records de 2001)
| No  | Titre                                                               | Auteur                    | Durée |
| --- | ------------------------------------------------------------------- | ------------------------- | ----- |
| 13. | No Action (Première version)                                        |                           | 2:15  |
| 14. | Living in Paradise (Première version)                               |                           | 3:00  |
| 15. | Radio Sweetheart                                                    |                           | 2:31  |
| 16. | Stranger in the House                                               |                           | 3:04  |
| 17. | I Just Don't Know What to Do with Myself (de l'album Live Stiffs)   | Burt Bacharach, Hal David | 2:27  |
| 18. | Less Than Zero (Dallas version) (de l'album Live at the El Mocambo) |                           | 4:19  |
| 19. | Imagination (Is a Powerful Deceiver)                                |                           | 3:39  |
| 20. | Mystery Dance (Demo)                                                |                           | 2:15  |
| 21. | Cheap Reward (Demo)                                                 |                           | 2:18  |
| 22. | Jump Up (Demo)                                                      |                           | 2:09  |
| 23. | Wave a White Flag (Demo)                                            |                           | 1:59  |
| 24. | Blame It on Cain (Demo)                                             |                           | 3:34  |
| 25. | Poison Moon (Demo)                                                  |                           | 1:53  |

- Cette réédition place l'album original et l'intégralité des pistes bonus sur deux disques séparés.

### Édition Deluxe Hip-O 2007

#### Disque 1 (pistes supplémentaires)
Les 12 premières pistes correspondent à l'album original. Cette liste est celle des pistes supplémentaires.
| No  | Titre                                                       | Durée |
| --- | ----------------------------------------------------------- | ----- |
| 13. | Watching The Detectives                                     |       |
| 14. | No Action (Première Version)                                |       |
| 15. | Living in Paradise (Première Version)                       |       |
| 16. | Radio Sweetheart                                            |       |
| 17. | Stranger in the House                                       |       |
| 18. | Welcome to the Working Week (Pathway Studios demo)          |       |
| 19. | Blue Minute (Pathway Studios demo)                          |       |
| 20. | Miracle Man (Pathway Studios demo)                          |       |
| 21. | Waiting for the End of the World (Pathway Studios Demo)     |       |
| 22. | Call On Me (Pathway Studios demo)                           |       |
| 23. | (The Angels Wanna Wear My) Red Shoes (Pathway Studios Demo) |       |
| 24. | I Don't Want To Go Home (Pathway Studios Demo)              |       |
| 25. | I Hear a Melody (Pathway Studios Demo)                      |       |

#### Disque 2 (Elvis Costello & the Attractions: Live at the Nashville Rooms - 7 août 1977)
| No  | Titre                                | Durée |
| --- | ------------------------------------ | ----- |
| 1.  | Introduction by Dave Robinson        |       |
| 2.  | Welcome to the Working Week          |       |
| 3.  | Blame It on Cain                     |       |
| 4.  | No Dancing                           |       |
| 5.  | Waiting for the End of the World     |       |
| 6.  | Night Rally                          |       |
| 7.  | Hoover Factory                       |       |
| 8.  | No Action                            |       |
| 9.  | (I Don't Want to Go to) Chelsea      |       |
| 10. | Miracle Man                          |       |
| 11. | The Beat                             |       |
| 12. | Less Than Zero                       |       |
| 13. | (The Angels Wanna Wear My) Red Shoes |       |
| 14. | Lipstick Vogue                       |       |
| 15. | Watching the Detectives              |       |
| 16. | Lip Service                          |       |
| 17. | Mystery Dance                        |       |
| 18. | Alison                               |       |
| 19. | Pay It Back (sound check)            |       |
| 20. | Radio Sweetheart (sound check)       |       |
| 21. | Sneaky Feelings (sound check)        |       |
| 22. | Crawling in the USA (sound check)    |       |
| 23. | Alison (sound check)                 |       |

- Cette réédition place les pistes d'origine et les pistes supplémentaires sur un CD, et l'enregistrement d'un concert de 1977 sur le second CD.

## Personnel
- Elvis Costello - Chant; Guitare; Piano et Baguettes sur "Mystery Dance"
- Nick Lowe - Chant d'accompagnement; Piano; Baguettes et Guitare basse sur "Mystery Dance"
- John McFee - Pedal Steel Guitar
- Sean Hopper - Piano; Orgue électronique; Chant d'accompagnement
- Stan Shaw - Orgue électronique sur "Less Than Zero"
- Johnny Ciambotti - Guitare basse; Chant d'accompagnement
- Mickey Shine - Batterie
- Andrew Bodnar - Guitare basse sur "Watching The Detectives"
- Steve Goulding - Batterie sur "Watching The Detectives"
- Steve Nieve - Overdub Orgue électronique et Piano sur "Watching The Detectives"

## Charts
Album
| Année | Chart                | Position |
| ----- | -------------------- | -------- |
| 1978  | Billboard Albums Pop | 32       |

## Certifications
| Organisation  | Niveau  | Date             |
| ------------- | ------- | ---------------- |
| CRIA – Canada | Or      | 1er avril 1978   |
| RIAA – U.S.   | Or      | 4 septembre 1981 |
| RIAA – U.S.   | Platine | 12 octobre 2001  |